# Леоне Строци
Леоне Строци (на италиански: Leone Strozzi; * 15 октомври 1515, Флоренция, Флорентинска република; † 28 юни 1554, при Скарлино, Тоскана) от флорентинската фамилия Строци, е италански кондотиер, дипломат на Малтийския орден в Константинопол и адмирал на френския флот.

## Биография
Той е син на Филипо Строци Млади (1488 – 1538) и Клариса де Медичи (1493 – 1528), сестра на Лоренцо II де Медичи. Брат е на Пиеро Строци († 1558), Роберто († 1566) и Лоренцо († 1571).
След загубата на баща му в битката при Монтемурло Леоне и брат му бягат във Франция в двора на Катерина де Медичи (1519 – 1589). По-късно той се бие и губи против Козимо I де Медичи (1519 – 1574).
През 1530 г. Леоне влиза в Малтийския орден, става приор на Капуа и от 1536 до 1552 г. е командир на галерите на ордена. През 1544 г. е посланик на малтийския орден в Константинопол.
По-късно Леоне Строци е адмирал на френския флот и се бие против Испания и Англия. През 1554 г. е убит от куршум на аркебуз при обсадата на Скарлино в Тоскана по време на неуспешната защита на Сиенската република против войските на Флоренция и императора на Свещената Римска империя.
Леоне не не се жени и няма деца.